# Jakob von Eggers

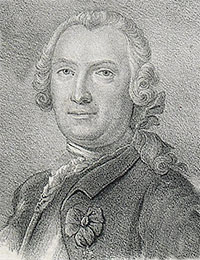
Jakob von Eggers

Jakob Freiherr von Eggers (* 25. Dezember 1704 in Dorpat; † 12. Januar 1773 in Danzig) war ein General.

## Leben
Nach der Eroberung Dorpats durch die Russen 1708 wurde er mit seiner Mutter in Kriegsgefangenschaft nach Archangelsk gebracht. Hier und in einigen andern Städten wuchs er auf und nahm am Unterricht kriegsgefangener schwedischer Offiziere teil. Dadurch lernte er Russisch, Deutsch und Schwedisch. 1722 befreit, trat er in schwedische Kriegsdienste und widmete sich besonders der Fortifikation.
1728 machte er eine Reise nach Frankreich, diente während des Polnischen Erbfolgekriegs 1733/35 in Danzig im Heer Stanislaus I. Leszczyńskis, befestigte 1735 die hessen-kasselsche Festung Rheinfels und trat 1737 als Hauptmann in sächsische Dienste über.
Nachdem er größere Reisen in Südeuropa unternommen hatte, begleitete er 1741 das Sächsische Heer nach Böhmen, kehrte aber 1743 nach Schweden zurück und nahm am Kriege gegen Russland als Generalquartiermeister teil. Seit 1744 wieder im kursächsischen Heer angestellt, machte er den Zweiten Schlesischen Krieg mit und wohnte 1747 als Volontär der Belagerung von Bergen op Zoom durch die Franzosen bei.
Anfang Dezember 1758 wurde Jakob von Eggers zum Kommandanten der Stadt Danzig ernannt. Zuvor war der „Oberste bey der Fortification“ von Stockholm. Diese Position hatte er seit 1747 innegehabt.
Er unterrichtete darauf die sächsischen Prinzen Xaver und Karl in den Kriegswissenschaften und verfasste ein „Neues Kriegs-, Ingenieur-, Artillerie-, See- und Flotten-Lexikon“ (Dresden 1757, 2 Bände). Seit 1749 Oberst und vom König von Schweden in den Adelsstand erhoben, wurde er 1756 zum Vizekommandanten der Festung Königstein und 1758 zum General und Kommandanten von Danzig ernannt. Hier starb er am 12. Januar 1773. Daniel Gralath der Jüngere verfasste ein „Ehrengedächtniß des Generalmajors v. Eggers“, Danzig 1773.

## Schriften
- Journal du siège de Bergopzoom, en MDCCXLVII. Par un lieutenant-colonel ingenieur volontaire de l'armée des assiegeans. Avec les plans de la ville & des forts. Arkstee & Merkus, Amsterdam/Leipzig 1750 (eingeschränkte Vorschau in der Google-Buchsuche [abgerufen am 18. September 2024]).
- Neues Kriegs- Ingenieur- Artillerie- See- und Ritter-Lexicon. Worinnen Alles, was einem Officier, Ingenieur, Artilleristen und Seefahrenden aus der Tactique, der Civil- Militair- und Schiffsbaukunst, der Artillerie, der Mechanic, dem Seewesen etc. zu wissen nöthig, sattsam erkläret und mit Kupfern erläutert ist. Band 1. George Conrad Walther, Dresden/Leipzig 1757 (uni-goettingen.de [abgerufen am 18. September 2024]).
- Neues Kriegs- Ingenieur- Artillerie- See- und Ritter-Lexicon. Worinnen Alles, was einem Officier, Ingenieur, Artilleristen und Seefahrenden aus der Tactique, der Civil- Militair- und Schiffsbaukunst, der Artillerie, der Mechanic, dem Seewesen etc. zu wissen nöthig, sattsam erkläret und mit Kupfern erläutert ist. Band 2. George Conrad Walther, Dresden/Leipzig 1757 (uni-goettingen.de [abgerufen am 18. September 2024]).